# 第16回全日本女子サッカー選手権大会
第16回全日本女子サッカー選手権大会（だい16かいぜんにほんじょしさっかーせんしゅけんたいかい）は、1995年3月21日から3月26日に行われた全日本女子サッカー選手権大会。日本女子サッカーリーグ（L・リーグ←JLSL）参加10チームを含む20チームにより神奈川県と東京都の各3会場ずつで実施。準決勝と決勝を国立西が丘サッカー場で開催した。
L・リーグで3位となったプリマハムFCくノ一が2年連続で決勝に進出し、2大会ぶりの決勝進出となる日興證券ドリームレディース（L・リーグ5位）を降して初優勝。3位にはL・リーグで初優勝を果たした松下電器レディースサッカークラブ・バンビーナを準々決勝で降したフジタ天台SCマーキュリー（L・リーグ8位）と、優勝チームのプリマに準決勝で惜敗した読売西友ベレーザ（←読売日本サッカークラブ女子ベレーザ）であった。

## 成績
- 優勝：プリマハムFCくノ一
- 準優勝：日興證券ドリームレディース
- 第3位：フジタ天台SCマーキュリー、読売西友ベレーザ

## 出場チーム

### 日本女子サッカーリーグ
（第6回L・リーグ総合成績順）
- 松下電器レディースサッカークラブ・バンビーナ
- 読売西友ベレーザ（←読売日本サッカークラブ女子ベレーザ）
- プリマハムFCくノ一
- 鈴与清水FCラブリーレディース
- 日興證券ドリームレディース
- シロキFCセレーナ
- TOKYO SHiDAX LSC
- フジタ天台SCマーキュリー
- 旭国際バニーズ
- 浦和レディースFC（←浦和本太レディースFC）

### 北海道地域
- 札幌リンダ

### 東北地域
- 聖和学園高等学校SC

### 関東地域
- ジェフユナイテッド市原レディース
- 日本体育大学女子サッカー部

### 北信越地域
- 富山レディース

### 東海地域
- 清水第八スポーツクラブ

### 関西地域
- 田崎ペルーレFC

### 中国地域
- 広島県立廿日市高等学校

### 四国地域
- ソシオス・アミーゴ

### 九州地域
- 飽田FCレディース

## 開催方式

### 試合規定
- 試合時間:80分（40分ハーフ）
  - 規定時間内に決しない場合はPK戦。ただし準決勝以後は20分（10分ハーフ）の延長戦を行い、決しない場合はPK戦。
- 選手交代:2名まで

### 試合会場
1回戦
- 稲城中央公園総合グラウンド
- 厚木市荻野運動公園競技場

2回戦
- 町田市立野津田公園陸上競技場
- 稲城中央公園総合グラウンド
- 富士コカ・コーラ海老名工場グラウンド
- 相模原NCR技術研究所グラウンド

準々決勝
- 町田市立野津田公園陸上競技場
- 厚木市荻野運動公園競技場

準決勝・決勝
- 国立西が丘サッカー場

## 結果

### 1回戦
| 1995年3月21日 13:00 |

| 日本体育大学女子サッカー部 | 1 - 4 | 浦和レディースFC |
|                            |       |                  |

| 稲城中央公園総合グラウンド |

| 1995年3月21日 11:00 |

| 富山レディース | 1 - 2 | 飽田FCレディース |
|                |       |                  |

| 稲城中央公園総合グラウンド |

| 1995年3月21日 11:00 |

| ソシオス・アミーゴ | 1 - 8 | 聖和学園高等学校SC |
|                    |       |                    |

| 厚木市立荻野運動公園陸上競技場 |

| 1995年3月21日 13:00 |

| 旭国際バニーズ | 2 - 1 | 清水第八スポーツクラブ |
|                |       |                        |

| 厚木市立荻野運動公園陸上競技場 |

### 2回戦
| 1995年3月22日 13:00 |

| 松下電器レディースサッ カークラブバンビーナ | 5 - 0 | 浦和レディースFC |
|                                             |       |                  |

| 町田市立野津田公園陸上競技場 |

| 1995年3月22日 13:00 |

| 広島県立廿日市高等学校 | 0 - 6 | フジタ天台SCマーキュリー |
|                        |       |                          |

| 稲城中央公園総合グラウンド |

| 1995年3月22日 11:00 |

| 日興證券ドリームレディース | 11 - 0 | 札幌リンダ |
|                            |        |            |

| 稲城中央公園総合グラウンド |

| 1995年3月22日 11:00 |

| 飽田FCレディース | 0 - 9 | 鈴与清水FCラブリーレディース |
|                  |       |                              |

| 町田市立野津田公園陸上競技場 |

| 1995年3月22日 11:00 |

| プリマハムFCくノ一 | 7 - 0 | 聖和学園高等学校SC |
|                    |       |                    |

| 富士コカ・コーラ海老名工場グラウンド |

| 1995年3月22日 11:00 |

| 田崎ペルーレFC | 2 - 0 | シロキFCセレーナ |
|                |       |                  |

| 相模原･NCR技術研究所グラウンド |

| 1995年3月22日 13:00 |

| TOKYO SHiDAX LSC | 8 - 0 | ジェフユナイテッド市原レディース |
|                  |       |                                  |

| 相模原･NCR技術研究所グラウンド |

| 1995年3月22日 13:00 |

| 旭国際バニーズ | 0 - 1 | 読売西友ベレーザ |
|                |       |                  |

| 富士コカ・コーラ海老名工場グラウンド |

### 準々決勝
| 1995年3月23日 13:00 |

| 松下電器レディースサッカークラブ バンビーナ | 1 - 3 | フジタ天台SCマーキュリー |
|                                             |       |                          |

| 町田市立野津田公園陸上競技場 |

| 1995年3月23日 11:00 |

| 日興證券ドリームレディース | 1 - 0 | 鈴与清水FCラブリーレディース |
|                            |       |                              |

| 町田市立野津田公園陸上競技場 |

| 1995年3月23日 11:00 |

| プリマハムFCくノ一 | 3 - 0 | 田崎ペルーレFC |
|                    |       |                |

| 厚木市荻野運動公園競技場 |

| 1995年3月23日 13:00 |

| TOKYO SHiDAX LSC | 0 - 4 | 読売西友ベレーザ |
|                  |       |                  |

| 厚木市荻野運動公園競技場 |

### 準決勝
| 1995年3月25日 13:00 |

| フジタ天台SCマーキュリー | 1 - 2 | 日興證券ドリームレディース |
|                          |       |                            |

| 国立西が丘サッカー場 |

| 1995年3月25日 11:00 |

| プリマハムFCくノ一 | 1 - 0 | 読売西友ベレーザ |
|                    |       |                  |

| 国立西が丘サッカー場 |

### 決勝
| 1995年3月26日 12:30 |

| 日興證券ドリームレディース | 1 - 4 | プリマハムFCくノ一 |
|                            |       |                    |

| 国立西が丘サッカー場 |